# Nintendo Badge Arcade
Nintendo Badge Arcade (バッジとれ〜るセンター?, Bajji Torēru Sentā) è stato un videogioco gratuito online sviluppato da Nintendo SPD e pubblicato da Nintendo per Nintendo 3DS il 17 dicembre 2014 in Giappone e nel novembre 2015 nel resto del mondo. Il giocatore controllava una "gru pigliastemmi" per ottenere stemmi che possono essere utilizzati per decorare il menù della console. A causa della chiusura dei server nell'aprile 2024, non è più possibile giocare al gioco.
Il videogioco ha ricevuto accoglienza mista da parte della critica, soprattutto per i meschini tentativi di fare acquistare al giocatore altre partire oltre quelle gratuite.

## Modalità di gioco
Nintendo Badge Arcade era ambientato in una sala gioco controllata da un coniglio rosa, che fungeva da guida per il giocatore e introduceva possibili eventi in corso o futuri. La sala giochi era piena di "gru pigliastemmi", delle claw crane contenenti stemmi di vari franchise di Nintendo come Super Mario, Animal Crossing, The Legend of Zelda, Splatoon e Pokémon; ma anche di altre aziende come Yo-kai Watch e Mega Man. Al primo avvio, il giocatore aveva diritto a cinque giocate gratuite. Il controllo della gru era molto simile a quelle reali: il giocatore doveva muoverla e abbassarla usando i pulsanti per prelevare stemmi e farli cadere nell'apposito buco. Una volta al giorno il giocatore poteva usare una gru per fare pratica senza perdere le giocate e, prendendo alcuni stemmi speciali, poteva vincere giocate omaggio. Il giocatore poteva comunque acquistare giocate aggiuntive attraverso il Nintendo eShop.
Il giocatore poteva controllare gli stemmi già ottenuti nello "Stemmario". Era disponibile anche un negozio per acquistare temi per il menù del 3DS. Gli stemmi ruotavano ogni giorno prima del marzo 2023. Il giocatore poteva usare gli stemmi per decorare il menù del Nintendo 3DS o inserirli nelle lettere di Pictoposta.

## Sviluppo
Nintendo Badge Arcade venne sviluppato da Nintendo System Development e pubblicato in Giappone il 17 dicembre 2014. Negli Stati Uniti venne pubblicato il 10 novembre 2015 e in Europa il 13 novembre dello stesso anno.
Nel marzo 2023, a causa della chiusura del Nintendo eShop, venne chiuso il servizio per acquistare nuove giocatore, temi e i bonus giornalieri, tuttavia i giocatori potevano ancora usufruire delle giocate gratuite giornaliere e usa la gru per fare pratica. L'intera applicazione venne chiusa insieme al Nintendo Network l'8 aprile 2024. Attualmente se aperto, il gioco mostra un messaggio di errore.

## Accoglienza
| Testata                              | Giudizio |
| ------------------------------------ | -------- |
| Metacritic (media al 24 giugno 2025) | 56/100   |
| Nintendo World Report                | 6/10     |

Nintendo Badge Arcade ha ricevuto critiche "miste o medie" su Metacritic.
Justin Berube di Nintendo World Report ha apprezzato i frequenti aggiornamenti e i dialoghi del coniglio, tuttavia ha criticato come Nintendo cerchi di farti acquistare più giocate attraverso "metodi psicologici".

## Eredità
Due canzoni di Nintendo Badge Arcade sono disponibili nella colonna sonora di Ultimate. Un minigioco ispirato al gioco è disponibile in WarioWare: Get It Together!.
Il coniglietto della sala giochi è diventato un personaggio molto popolare tra i fan di Nintendo. È stato aggiunto in Super Smash Bros. Ultimate come "Trofeo d'Assistenza" e "Spirito" collezionabile. Il coniglietto della sala giochi è anche apparso in Jump Rope Challenge come outfit.